# Harouna Niandou
Harouna Niandou (* 1946 in Niamey) ist ein nigrischer Journalist und Politiker.

## Leben
Harouna Niandou ist ein Bruder der Politikerin Bibata Niandou Barry und des Politikwissenschaftlers Abdoulaye Niandou Souley. Er ging in Niamey auf die Grund- und Mittelschule und studierte Literaturwissenschaft. Von 1966 bis 1988 war er in verschiedenen Funktionen bei den staatlichen Medien Nigers beschäftigt. Für die staatlichen Printmedien (Le Sahel, Sahel Dimanche) arbeitete er als Redakteur, Chefredakteur und Herausgeber. Bei der staatlichen Rundfunkanstalt ORTN war er der erste für das nationale Fernsehen zuständige Chefredakteur und moderierte Radiosendungen. Niandou beriet außerdem das Informationsministerium bei der Gründung der Presseagentur Agence Nigérienne de Presse. Parallel zu seiner beruflichen Tätigkeit erwarb er Diplome an der École Supérieure de Journalisme in Lille und dem Centre de Formation des Journalistes in Paris und machte weitere journalistische Ausbildungen in Frankreich und Tunesien. Er war 1970 Gründungspräsident der nigrischen Filmorganisation Association des Cinéastes und wirkte als Vorsitzender der Filmkritiker am Filmfestival FESPACO 1972.
Niandou gehörte der Kommission an, die die Verfassung der Zweiten Republik (1989–1992) ausarbeitete, die beim Verfassungsreferendum von 1989 angenommen wurde. Während der Zweiten Republik arbeitete er als Generalsekretär im Ministerium für soziale Entwicklung, Bevölkerung und Frauenförderung. Er war außerdem Mitglied der Nationalkonferenz von 1991, die den Übergang vom militärisch dominierten Einparteiensystem der Nationalen Bewegung der Entwicklungsgesellschaft zu einem zivilen Mehrparteiensystem einläutete. In der Nationalkonferenz war er Schriftführer der Kommission für Soziales und Kultur. Er war auch Mitglied der Kommission zur Ausarbeitung der Verfassung der Dritten Republik (1993–1996), die beim Verfassungsreferendum von 1992 angenommen wurde. Niandou verließ 1993 den öffentlichen Dienst, um die Koordination eines von der United States Agency for International Development (USAID) finanzierten Social-Marketing-Projekts zu übernehmen. Als die Dritte Republik durch einen Militärputsch aufgelöst und stattdessen die Vierte Republik (1996–1999) eingerichtet wurde, zog sich USAID aus Protest aus Niger zurück.
Während der Vierten Republik wurde Harouna Niandou in die Regierung berufen. Er war ab 23. August 1996 Staatssekretär bei der Ministerin für soziale Entwicklung, Bevölkerung, Frauenförderung und Kinderschutz, ab 13. Juni 1997 Gesundheitsminister und ab 1. Dezember 1997 Minister für Wasserressourcen und Umwelt. Die Vierte Republik und damit Niandous Ministerlaufbahn endete durch den Militärputsch vom 9. April 1999. Niandou arbeitete daraufhin für die zwischenstaatliche Organisation Autorité du Bassin du Niger als Verwaltungs- und Finanzdirektor. 2018 wurde er Präsident der Fédération des Associations des Cinéastes du Niger, eines neu gegründeten Verbands der Filmorganisationen Nigers.

## Ehrungen
- Großkreuz des Nationalordens Nigers[3]
- Ritter des Ordens des Äquatorsterns (Gabun)
- Orden der Aufgehenden Sonne
- Freundschaftsorden der Demokratischen Volksrepublik Korea 3. Klasse
- Ehrenbürger von Tucson[2]